# Augusto Carvalho
Dom Augusto Carvalho (Floresta, 26 de maio de 1917 – 8 de agosto de  1997) foi um bispo católico brasileiro, o 2º bispo da Diocese de Caruaru, no estado de Pernambuco.
Dom Augusto foi ordenado padre no dia 8 de dezembro de 1943, em Floresta. Recebeu a ordenação episcopal no dia 26 de outubro de 1959, em Pesqueira, das mãos de Dom Severino Mariano de Aguiar, Dom Adelmo Cavalcante Machado e Dom João José da Mota e Albuquerque.

## Atividades durante o episcopado
Bispo Diocesano de Caruaru (1959-1993); Juiz Corregedor  do Tribunal Arquidiocesano de Olinda e Recife.
Renunciou ao munus episcopal no dia 21 de outubro de 1993.

## Ordenações episcopais
Dom Augusto Carvalho foi o celebrante principal da ordenação episcopal de Dom Paulo Cardoso da Silva, O. Carm

## Extras
Dom Augusto foi o bispo do Nordeste que mais ordenou novos padres, além de ser o único a participar de todas as etapas do Concílio Vaticano II que deu um novo destino as ações pastorais da Igreja em todo o mundo. Em 1992, ao completar 75 anos de idade, comunicou a Sua Santidade, o Papa João Paulo II, que terminaria ali a sua missão de governante da Igreja na Diocese de Caruaru.